# Veřejná frekvence
Veřejná frekvence je americký hraný komediální film. Natočil jej režisér Jonathan Demme podle scénáře Paula Brickmana. Inspirován byl v té době populární komunikační frekvencí Citizen Band. Snímek byl v USA původně uveden pod názvem Citizens Band, později byl v sestříhané verzi vydán jako Handle with Care. Ve snímku hráli například Paul Le Mat, Candy Clark, Roberts Blossom, Charles Napier a Bruce McGill. Ještě v roce 1977 byl podle knihy napsán román, jehož autorem byl E. M. Corder.